# Пахлавуни
Пахлавуни  — династия армянских князей, владевшая областью Арагацотн.
Потомки династии Камсаракан. Известность и власть династии относится к концe X века, во времена последних годов правления Багратидов.
Традиционно из рода выбирался глава армянской церкви — католикос армян. Лишь в 1203 году, со смертью католикоса Григория VI Апирата, традиция была прервана